# Zambias ambassad i Stockholm
Zambias ambassad i Stockholm är Zambias diplomatiska representation i Sverige. Ambassadör sedan 2017 är Rose Mulemba. Ambassaden är belägen i Solna kommun på Gårdsvägen 18 .
Ambassadörens residens ligger på Väringavägen 14 i Djursholm.

## Beskickningschefer
| Namn         | Period    | Funktion   |
| ------------ | --------- | ---------- |
| Edith Mutale | 2012–2017 | Ambassadör |
| Rose Mulemba | 2017–     | Ambassadör |